# Pierangelo Bincoletto
Pierangelo Bincoletto (Oderzo, 14 maart 1959), bijgenaamd "Il Taxista", is een Italiaans voormalig wielrenner, die beroeps was tussen 1980 en 1996.

## Wielerloopbaan
Bincoletto was zowel op de weg als op de baan actief. Hij won negen zesdaagsen en werd in 1990 Europees kampioen koppelkoers met Jens Veggerby. Sinds 1986 woont hij al in het Franse Grenoble en is daar nu directeur van de plaatselijke wielerbaan.

## Belangrijkste overwinningen
1982
- Nationaal kampioenschap baan, Puntenkoers, Elite

1984
- 3e etappe Ronde van Trentino

1987
- Zesdaagse van Rotterdam; + Danny Clark

1989
- Zesdaagse van Zürich; + Adriano Baffi
- Zesdaagse van Bordeaux; + Laurent Biondi

1990
- Europees Kampioenschap baan, Ploegkoers, Elite; + Jens Veggerby
- Zesdaagse van Zürich; + Adriano Baffi

1992
- Zesdaagse van Stuttgart; + Danny Clark
- Zesdaagse van Grenoble; + Gilbert Duclos-Lassalle

1993
- Zesdaagse van Grenoble; + Gilbert Duclos-Lassalle

1996
- Zesdaagse van Bologna; + Adriano Baffi

## Resultaten in voornaamste wedstrijden
| Jaar | Ronde van Italië | Ronde van Frankrijk | Ronde van Spanje |
| ---- | ---------------- | ------------------- | ---------------- |
| 1981 | 56e              |                     |                  |
| 1982 | opgave           |                     |                  |
| 1983 | 104e             | opgave              |                  |
| 1984 | 66e              |                     |                  |
| 1985 | opgave           |                     |                  |
| 1986 | 75e              | 128e                |                  |
| 1987 |                  |                     |                  |
| 1988 | 101e             |                     |                  |
| 1989 |                  |                     |                  |

| Jaar | Milaan-San Remo | Gent-Wevelgem | Parijs-Tours |
| ---- | --------------- | ------------- | ------------ |
| 1981 | 26e             |               |              |
| 1982 |                 |               |              |
| 1983 | 92e             |               |              |
| 1984 |                 | 55e           |              |
| 1985 | 52e             |               |              |
| 1986 |                 |               |              |
| 1987 | 79e             |               |              |
| 1988 |                 |               | 11e          |
| 1989 | 101e            | 72e           |              |